# Ceux du Dehors
Ceux du Dehors è il terzo album del gruppo progressivo belga Univers Zero pubblicato nel 1981 da Cuneiform.

## Il disco
L'album riprende le sonorità dei lavori precedenti,  integrandole con le consuete sperimentazioni e divagazioni strumentali, marchio di fabbrica del gruppo.
Il brano La Musique d'Erich Zann, è ispirato all'omonimo racconto di H.P. Lovecraft, narrante la vicenda di un violinista muto che, grazie alla propria strana, oscura, eccentrica musica, crea un tramite con un'altra dimensione, risvegliando creature antiche e sconosciute. Il pezzo è interamente improvvisato.

## Tracce
Lato A
1. Dense (12:23)
2. Corne du bois des pendus (8:38)
3. Bonjour chez vous (3:48)

Lato B
1. Combat (12:50)
2. La musique d'Erich Zann (3:25)
3. Tête du corbeau (3:08)
4. Le triomphe des mouches (5:34)

## Formazione
- Michel Berckmans: oboe, clarinetto, corno inglese
- Daniel Denis: batteria, percussioni
- Patrick Hanappier: violino, viola
- Guy Segers: basso, voce, clarinetto
- Andy Kirk: harmonium, organo, voce, pianoforte, sintetizzatore
- Jean Luc Aime: viola, violino

### Artisti esterni
- Jean Debefve: organo a rullo
- Ilona Chale: voce
- Thierry Zaboïtzeff: violoncello